# 江東村
江東村（こうとうむら）は、島根県那賀郡にあった村。現在の江津市の一部にあたる。

## 地理
日本海沿岸部と丘陵地帯に位置していた。

## 歴史
- 1951年（昭和26年）4月1日 - 那賀郡都治村、黒松村、邇摩郡波積村が合併し那賀郡江東村を新設[1][2]。
- 1952年（昭和27年）4月1日 - 大字波積北の一部を邇摩郡福波村に編入[1][2]。
- 1954年（昭和29年）4月1日 - 那賀郡江津町、都野津町、川波村、二宮村、跡市村、浅利村、松川村、川平村と合併し、市制施行し江津市を新設して廃止された[1][2]。

## 産業
- 漁業、養蚕[1]。